# Titanoptilus
Titanoptilus là một chi bướm đêm thuộc họ Pterophoridae.

## Các loài
- Titanoptilus laniger Bigot, 1969
- Titanoptilus melanodonta Hampson, 1905 (type)
- Titanoptilus patellatus Meyrick, 1913
- Titanoptilus procerus Bigot, 1969
- Titanoptilus prolai Gibeaux, 1994
- Titanoptilus rufus Gibeaux, 1994
- Titanoptilus serrulatus Meyrick, 1935